# 周巷镇 (慈溪市)
周巷镇是中华人民共和国浙江省宁波市慈溪市下辖的一个乡镇级行政单位，辖区面积82.58平方公里:320，因形成集市时以周姓居多，故得名周巷，文人陈梓则主张周巷改周行:191，2011年成为卫星城市试点镇。

## 历史
宋至元、明、清属余姚县孝义乡、云柯乡、开元乡，宣统元年（1909年）属义三乡、义四乡、义五乡、朗霞乡、云城乡、云和乡、云塘乡、云潭乡，民国十七年（1928年）属五区、六区，民国十九年（1930年）设周巷镇、平王镇、天元镇、五权乡、永义乡、永乐乡、安定乡、孝仁乡、圩海乡、云沙乡、云田乡、普觉乡、镇东乡、利济乡、双龙乡、潭中乡、潭后乡、潭海乡，民国二十九年（1940年）改为周行镇、义四乡、义五乡、大云乡、精忠乡、云城乡、云塘乡、朗霞乡、曹娥乡、天潭乡、云山乡、潮界乡，属周行区、庵东区、浒山区，1950年4月改为周行镇、天元镇、义四乡、义五乡、精忠乡、云城乡、云塘乡、双云乡、建塘乡、驿亭乡、镇东乡、新建乡、新新乡、小安乡、西三乡、高兴乡、潭南乡、潭北乡、新界乡，属周行区、周朝区、庵东盐区，1954年10月划归慈溪县（云塘乡、新新乡部分划入），属周行区、庵东盐区部分，1956年2月义五乡、驿亭乡、新建乡、新新乡并入精忠乡，云城乡、镇东乡、潭南乡、新界乡合并为周塘乡，天元乡、潭北乡、百两乡、潮塘乡、高王乡合并为周东乡，义四乡、建塘乡并入小安乡，1956年6月西三乡随庵东盐区划入慈溪县，1957年11月至1958年3月精忠乡分为精忠乡、驿亭乡，周塘乡分为周塘乡、潭南乡，周东乡分为天元乡、潭北乡，1958年10月改为火箭人民公社四大队、五大队、七大队、八大队、九大队、十大队、十一大队、十二大队、十三大队、十四大队、十五大队、十六大队、十七大队、二十三大队和光明人民公社七大队部分，1959年2月改为周行人民公社周行管理区、精忠管理区、云城管理区、驿亭管理区、新建管理区、新新管理区、小安管理区、建塘管理区、义西管理区，长河人民公社天元管理区、潭北管理区、潭南管理区，庵东人民公社西山管理区，1959年7月周行管理区、天元管理区改为周行镇、天元镇，1961年11月改为周行镇公社、精忠公社、云城公社、驿亭公社、新建公社、新新公社、小安公社、建塘公社、义西公社，属周行区；天元镇公社、潭南公社，属长河区；西三公社，属庵东区，1964年12月天元镇公社改为天元公社，1966年5月至9月新建公社并入新新公社，精忠公社、驿亭公社合并为永革公社，建塘公社、义西公社并入小安公社，1969年3月周行区、泗门区合并为周泗地区，1970年6月新新公社并入周行镇公社，1971年1月撤销周泗地区，恢复周行区，周行镇公社改为周行镇，1972年1月小安公社重新分为小安公社、建塘公社、义四公社，1981年7月周行镇更名为周巷镇，永革公社更名为精忠公社，周行区更名为周巷区，1983年9月公社改为乡，1984年6月天元乡改为天元镇，1992年5月撤销周巷区，精忠乡、云城乡并入周巷镇，建塘乡、义四乡、西三乡并入小安乡，潭南乡并入天元镇，1997年11月小安乡改为杭州湾镇，2001年9月杭州湾镇并入周巷镇，2011年11月路湾村、西三村划入庵东镇，2013年4月天元镇并入周巷镇:320-321、581。

## 行政区划
周巷镇下辖以下地区：
天元社区、十甲村、天元村、天潭村、元甲村、双东村、兴柴村、界塘村、省塘头村、潭南村、潭东村、潭北村、潭河村、东河社区、平王社区、花墙门社区、周西社区、海莫社区、蔡家社区、二塘村、下吴家路村、万安庄村、万寿寺村、大古塘村、云城村、双乐村、城中村、湖塘新村、路桥村、新潮村、新缪路村、镇东新村、小安村、三江口村、天灯舍村、长胜市村、西三村、劳家埭村、周邵村、建五村、海江村、登州街村、路湾村和双潭村。

## 交通
周巷镇通过余慈铁路连接萧甬铁路。杭绍甬高速公路通过周巷镇，与杭州湾跨海大桥相连。